# Deduzione
Il metodo deduttivo o deduzione è il procedimento razionale che fa derivare una certa conclusione da premesse più generiche, dentro cui quella conclusione è implicita. Il termine significa letteralmente «condurre da», perché etimologicamente proviene dal latino "de" (traducibile con «da», preposizione indicante provenienza, o moto di discesa dall'alto verso il basso) e "ducere" («condurre»).
Questo metodo parte da postulati e princìpi primi e, attraverso una serie di rigorose concatenazioni logiche, procede verso determinazioni più particolari attinenti alla realtà concreta.

Il ragionamento deduttivo umano assimilato a una serie di concatenazioni meccaniche.

Si tratta della forma principale di inferenza, cioè di un procedimento che intende esplicitare un contenuto fino allora tacitamente implicito; un esempio impiegato nelle inferenze deduttive è il modus ponens. 
Un esempio classico di deduzione come il sillogismo, ricorrente nella storia della filosofia, parte da premesse ritenute valide universalmente, per esempio "tutti gli uomini sono mortali", per arrivare a una proposizione conclusiva che attribuisce una proprietà a un soggetto individuale, per esempio "Socrate è mortale". 

## Definizioni
Una definizione di deduzione nella logica moderna può essere:
- Una deduzione della formula α, dall'insieme M di assunzioni, è un ragionamento articolato in un numero finito di passi inferenziali che dà evidenza del fatto che α segue logicamente da M.

Oppure:
- Una deduzione è un insieme ordinato di formule (che ha come ultimo elemento la conclusione) ottenute per applicazione di un ragionamento formale basato su regole inferenziali prefissate.

La deduzione in senso moderno riguarda solamente il livello sintattico del linguaggio e si distingue quindi dal concetto semantico di conseguenza logica. Nella logica del prim'ordine e nelle altre logiche per cui il teorema di adeguatezza generale vale, le inferenze deduttive sono tutte e solo quelle che sono logicamente valide. Viceversa, le conseguenze logicamente valide sono tutte e solo quelle di cui vi è una inferenza deduttiva. 

## Storia del metodo
(Aristotele)

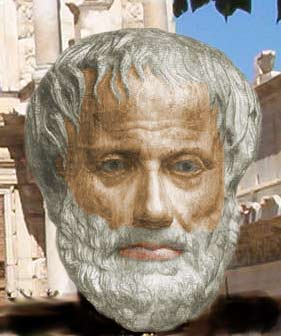
Aristotele

L'introduzione del concetto di deduzione si deve ad Aristotele (384 a.C.-322 a.C.), il quale la identificò sostanzialmente con il sillogismo. Da questa identificazione deriva l'interpretazione tradizionale, accettata fino ai tempi moderni, secondo la quale il procedimento di deduzione consente di partire da una legge universale per giungere a conclusioni particolari. Il procedimento contrario viene chiamato induzione, che viceversa muove dal particolare all'universale.
Un esempio di sillogismo aristotelico è il seguente: «Tutti gli uomini sono mortali; Socrate è un uomo; dunque Socrate è mortale». Si può notare come la conclusione (particolare) sia derivata da due affermazioni più generali: si tratta di un ragionamento esatto da un punto di vista della coerenza logica, che tuttavia non può in alcun modo garantire la verità dei princìpi primi, dato che proprio da questi deve partire la deduzione. Ecco allora che Aristotele riservava il compito di stabilire la validità e l'universalità delle premesse, da cui il sillogismo trarrà soltanto delle conclusioni necessariamente coerenti, all'intuizione intellettuale (o noùs), distinta dalla semplice ragione (diànoia). L'intuizione è per Aristotele una facoltà sovra-razionale che ha la capacità di penetrare l'essenza della realtà oggetto di indagine, facendola passare all'atto, cogliendone cioè l'aspetto vero e immutabile, prescindendo dalle sue particolarità esteriori e contingenti.
L'intelletto intuitivo si avvale all'inizio anche dell'induzione empirica (epagoghé), la quale tuttavia, a differenza del significato che assumerà presso l'epistemologia contemporanea, non ha per Aristotele la capacità di approdare alle essenze universali della realtà, ma è soltanto un grado preparatorio di avviamento verso l'intuizione. Basandosi su singoli casi particolari, infatti, il metodo induttivo non potrà che ottenere delle conoscenze puramente arbitrarie, prive di quella universalità vincolante che è propria invece del metodo deduttivo: la caratteristica principale di quest'ultima è data per l'appunto dalla sua necessità, dalla sua consequenzialità logica.

### Dal Medioevo all'età moderna

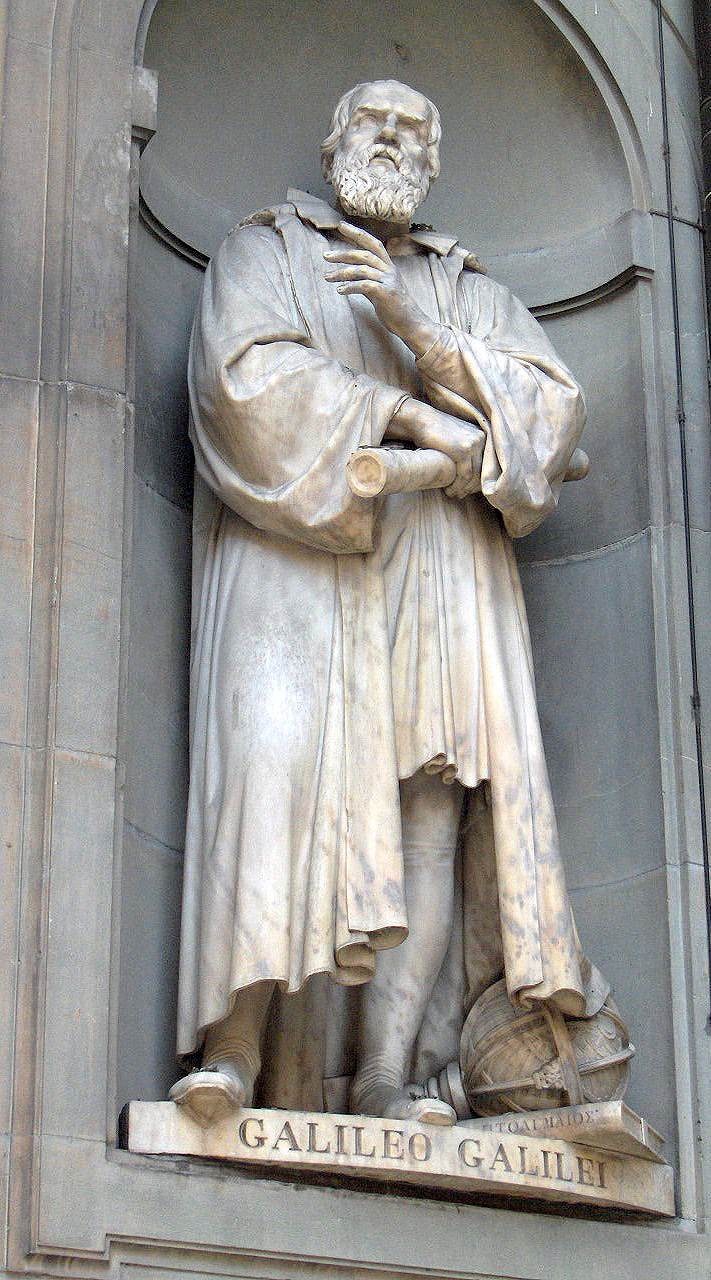
Galileo Galilei

La gnoseologia aristotelica, passata attraverso la scolastica medievale e fatta propria anche dalla logica metafisica e neoplatonica, che vedeva nella deduzione il metodo per eccellenza con cui riprodurre la realtà a partire dall'intuizione suprema dell'Idea, resterà valida almeno fino al Seicento. Da allora, con il progressivo abbandono dell'essenzialismo aristotelico che legava strettamente la logica all'ontologia, la deduzione tenderà sempre più a configurarsi come una relazione fra oggetti puramente sintattici, a prescindere dal contenuto delle proposizioni di cui si parla.
Galileo Galilei (1564-1642) per primo rinunciò alla conoscenza delle qualità e delle essenze del reale in favore di un'analisi limitata ai suoi aspetti quantitativi. Egli comunque, accanto al nuovo metodo induttivo-sperimentale, continuò ad utilizzare il metodo deduttivo aristotelico, distinguendo così due momenti: da un lato la conoscenza parte per lui dall'esperienza, durante la quale l'intelletto accumula una certa mole di dati (indicati da Galileo con l'espressione sensate esperienze); rielaborandoli con l'ausilio della ragione, si perviene per induzione alla formulazione di leggi universalmente valide, che in quanto tali superano il momento dell'esperienza particolare e sensibile; da tali leggi universali sarà quindi possibile, a loro volta, ricavare per deduzione altre determinazioni particolari (processo che Galileo chiama necessarie dimostrazioni).
Filosofi che invece terranno ben distinti i due processi, nell'ambito della scienza moderna, furono Bacone, che prediligeva esclusivamente l'induzione, e Cartesio, che si affidava invece alla deduzione, ma rinunciando anch'egli alle essenze e incentrandosi soltanto sulla ricerca di un metodo; egli arriverà a considerare gli animali come pure macchine, e d'altro canto a lui si deve l'invenzione del "piano cartesiano", elemento fondamentale per la matematica e le sue applicazioni specie in campo fisico ed economico. Alla metodologia di Cartesio farà capo il razionalismo di Spinoza, il quale tuttavia recuperò il valore dell'intuizione come fondamento supremo del metodo scientifico-deduttivo.

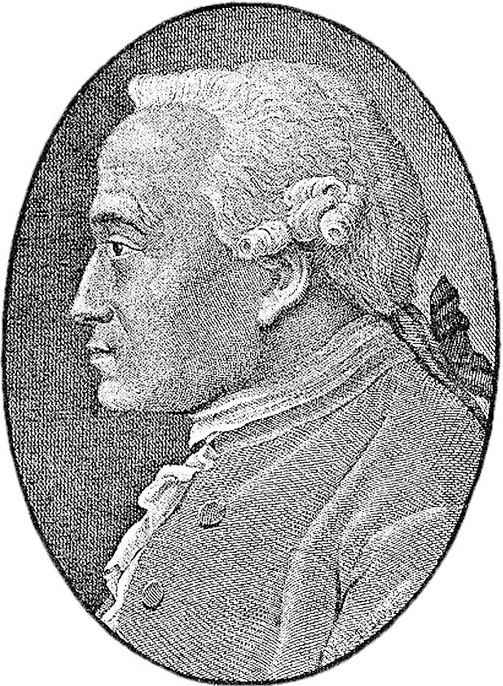
Immanuel Kant

All'induttivismo di Bacone successe invece l'empirismo di Locke e poi quello di David Hume, il quale lo spinse alle sue estreme conseguenze fino a risolverlo nello scetticismo. Hume infatti mise in dubbio la validità delle leggi scientifiche che vengono assegnate alla natura proprio perché attribuiva loro un'origine induttiva e quindi arbitraria. A lui reagì Kant (1724-1804) che si propose allora di dimostrare l'origine deduttiva (e non induttiva) o a priori delle leggi scientifiche, per salvaguardarle dallo scetticismo humiano. Kant utilizzò il termine Deduzione proprio nel senso di dimostrazione del carattere universale e necessario dei cosiddetti giudizi sintetici a priori di cui fa uso la scienza: sintetici perché unificano e sintetizzano la molteplicità delle percezioni derivanti dai sensi; ma a priori perché non dipendono da queste ultime. Con la sua Deduzione trascendentale Kant sostenne che la nostra ragione svolge un ruolo critico e fortemente attivo nel produrre scienza, la quale è dedotta da un principio supremo dell'Io penso posto a fondamento di tutto il sapere. L'io penso si serve in proposito di apposite categorie dell'intelletto che sono trascendentali, cioè si attivano solo quando ricevono informazioni da elaborare e giustificano il carattere di universalità, necessità e oggettività che diamo alla scienza; viceversa senza queste caratteristiche non si ha vera conoscenza.
L'idealismo tedesco riprese il concetto di deduzione elaborato da Kant, assegnandogli una funzione non solo conoscitiva ma anche ontologica: l'io, o l'Assoluto, sarà il principio primo da cui si produce per deduzione dialettica la realtà fenomenica. Con Fichte e Schelling si ebbe così una riproposizione della metafisica classica, soprattutto neoplatonica. Con Hegel invece la deduzione non venne più subordinata a un principio superiore ma diventò essa stessa Assoluto: Hegel rigettò quelle filosofie che ponevano a fondamento della deduzione un atto intuitivo di natura sovra-razionale e trasformò il metodo deduttivo in un procedimento a spirale che giunge infine a giustificarsi da solo. Veniva così abbandonata la logica aristotelica; mentre quest'ultima procedeva in maniera lineare da A verso B, la dialettica hegeliana procede in maniera circolare: da B scaturisce C (sintesi) che è a sua volta la validazione di A.
Questo nuovo modo di intendere la deduzione - che faceva coincidere il metodo col Fine stesso della filosofia, ripreso anche da Marx per giustificare la teoria della rivolta di classe sulla base del presunto procedere dialettico della storia - fu tuttavia oggetto di numerose critiche che portarono, con l'avvento del positivismo, all'abbandono del metodo deduttivo in favore di quello induttivo.

### Karl Popper
Recentemente però il metodo deduttivo è stato rielaborato e rivalutato da Karl Popper (1902-1994), il quale ha sostenuto la fallacia di ogni approccio induttivo all'esperienza. Rifacendosi a Kant e alla sua rivoluzione copernicana del pensiero, Popper riteneva che da singoli casi particolari non si potrà mai ricavare una legge valida sempre e in ogni luogo, proprio perché noi non possiamo fare esperienza dell'universale. L'universalità è invece qualcosa di a-priori che noi proiettiamo sulla realtà; secondo Popper infatti ogni conoscenza scientifica che noi riteniamo ricavata per via empirica è in verità dedotta dai nostri schemi mentali e veicolata inconsciamente sui dati reali. Per onestà intellettuale occorre dunque ammettere che la scienza procede solo per deduzione; si tratta della cosiddetta "teoria del faro" o del metodo per tentativi ed errori, comune anche agli animali, il quale parte da ipotesi iniziali, del tutto congetturali, in grado di prevedere delle conseguenze tangibili che di volta in volta vengono messe alla prova. Dai singoli fatti non si possono mai ottenere conferme della teoria ipotizzata, ma solo smentite.

## Applicazioni
Una tipica disciplina che si avvale del pensiero deduttivo è la matematica: il matematico infatti pone razionalmente che la somma degli angoli interni di un triangolo sia pari a 180 gradi sessagesimali e, nota l'ampiezza di due dei tre, è in grado di dedurre l'ampiezza del terzo angolo, senza che un triangolo del genere si sia mai presentato ai suoi occhi. In questo senso si dice che il ragionamento deduttivo è un ragionamento a priori in quanto capace di esprimere un giudizio sulla realtà in esame prima ancora di fare esperienza di una tale realtà: per tornare all'esempio del triangolo, ciascuno di noi è in grado di dire che se l'ampiezza di due angoli è 60 gradi, allora anche il terzo sarà di 60 gradi, e ciò indipendentemente dal fatto che il terzo angolo sia effettivamente stato misurato con un goniometro.

## Induzione

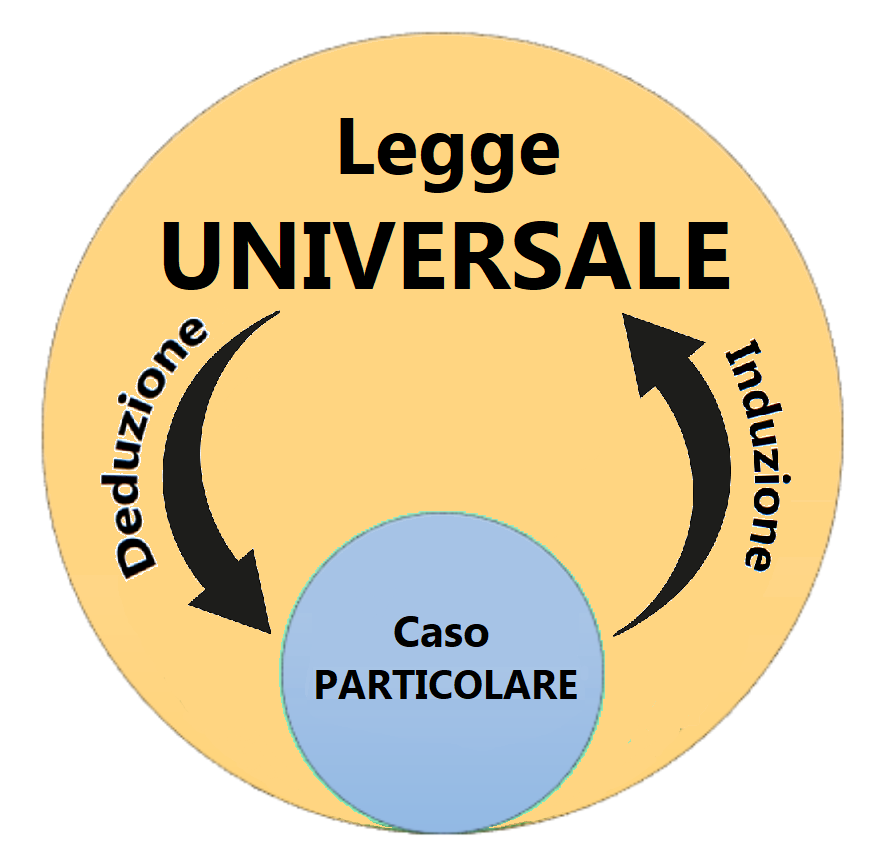
Differenza fra deduzione, che procede da una legge universale verso un caso particolare, e induzione che procede in senso opposto.

Il processo gnoseologico inverso alla deduzione è l'induzione (sempre dal latino ducere ma con prefisso in che indica moto a/in luogo, e quindi ingresso), secondo cui il pensiero si fonda sull'esperienza: i dati sensibili sono indotti, cioè introdotti, nell'intelletto, che a partire da essi elaborerebbe leggi universali e astratte; il procedimento è detto anche a posteriori in quanto l'espressione del giudizio circa la realtà sarebbe possibile solo dopo l'esperienza.
A differenza della deduzione dunque esso non ha carattere di necessità, perché il contenuto informativo della conclusione indotta non è interamente incluso nelle premesse.

## Critiche al metodo deduttivo
Poiché il metodo deduttivo parte sempre da un postulato o da un assioma, cioè da una verità assoluta che non ha bisogno di essere verificata, dalla quale deduce, attraverso un ragionamento, dei fatti particolari, la validità di quanto dimostrato crollerebbe qualora si dimostrasse che l'affermazione di partenza fosse falsa o arbitraria. In questo modo crollerebbero proprio le premesse su cui il ragionamento stesso si era fondato. E questa è spesso assunta come una critica del metodo deduttivo da parte dei sostenitori del metodo induttivo. Il dibattito tra deduttivisti e induttivisti è tuttavia ancora aperto tra i filosofi della scienza.